# 立后
立后（りっこう、りつごう）とは、天皇または皇帝が皇后を立てることである。
太皇太后・皇太后・皇后の三后を冊立することも立后と言う場合がある。

## 日本
立后は、皇后の称号が採用されるようになった大宝律令以降行われるようになった。天平元年（729年）に聖武天皇の妻である藤原安宿媛が初めて皇后に立てられ、光明皇后となった。
明治時代までは立后に伴い立后の儀が行われていたが、一夫一妻制により天皇の妻が必ず皇后となるようになると、立后の儀は行われなくなった。

## 中国
中国王朝では立后が非常に重視され、天下に勅令で知らせ、天に奏上し、盛大で厳粛に立后の儀式が行われた。